# Жандармерия (ЗУНР)
Жандармерия ЗУНР (укр. Жандармерія Західно-Української Народної Республіки) — полицейские формирования Западно-Украинской Народной Республики с армейским подчинением.
Организованный по военному образцу, Корпус государственной жандармерии Западно-Украинской Народной Республики был создан согласно решению Украинского национального совета ЗУНР от 6 ноября 1918 года (в основе организации — австро-венгерский закон о жандармерии от 25 декабря 1894 года).
Подчинялась Государственному секретариату военных дел Западно-Украинской Народной Республики. На местах были организованы окружные и повятовые команды жандармерии, а также сельские и городские станицы. Главное управление сначала находилось во Львове, впоследствии переведено в Тернополь, а оттуда — в г. Станислав (ныне Ивано-Франковск).
Законом от 15 ноября 1919 года Украинский национальный совет реорганизовал жандармерию ЗУНР: в вопросах обеспечения общественной безопасности она подчинялась государственным повятовым комиссарам, в военных, хозяйственно-административных, подготовки кадров и контроля службы — непосредственно руководству (комендантам).
Высшей инстанцией во всех делах стал Государственный секретариат внутренних дел, при котором был создан 6-й отдел жандармерии и полиции вместо отмененной должности инспектора жандармерии.
После ликвидации в июне 1919 года Государственного секретариата внутренних дел жандармерию последовательно переподчиняли Главному командованию Украинской галицкой армии, командованию тыла, военной канцелярии диктатора ЗУНР.
Как одна из спецслужб ЗУНР обеспечивала внутреннюю безопасность и порядок в Украинской галицкой армии. Полевая жандармерия УГА противодействовала разведывательно-диверсионной деятельности противника, дезертирству, охраняла военные объекты и конвои, коммуникации и линии связи, поддерживала уставный порядок. Существовали отделы полевой жандармерии при командовании УГА, штабах корпусов, бригад, отдельных групп УГА.
Во время боевых действий на украинских землях, ранее входивших в состав Российской империи, в июле 1919 года Государственная жандармерия была переименована в Народную стражу (сторожу), чтобы у населения название формирования не ассоциировалась с жандармерией царского правительства.
Для несения службы безопасности на железной дороге решением Государственный секретариат внутренних дел от 24 марта 1919 года была организована железнодорожная жандармерия. Государственная жандармерия перестала функционировать в начале 1920 года одновременно с прекращением существования Украинской галицкой армии.